# Cherif Hamruni
Cherif Hamruni –en árabe, شريف الحمروني– es un deportista tunecino que compitió en taekwondo. Ganó una medalla de oro en el Campeonato Africano de Taekwondo de 1996 en la categoría de –70 kg.

## Palmarés internacional
| Campeonato Africano | Campeonato Africano       | Campeonato Africano | Campeonato Africano |
| Año                 | Lugar                     | Medalla             | Categoría           |
| ------------------- | ------------------------- | ------------------- | ------------------- |
| 1996                | Johannesburgo (Sudáfrica) | Medalla de oro      | –70 kg              |